# Eunice hartmanae
Eunice hartmanae är en ringmaskart som beskrevs av Carrera-Parra och Salazar-Vallejo 1998. Eunice hartmanae ingår i släktet Eunice och familjen Eunicidae. Inga underarter finns listade i Catalogue of Life.